# Salsitxa
El nom salsitxa (del llatí salsus, «salat») denomina una classe d'embotit allargat i cilíndric amb significat ampli que es presenta en diverses varietats i aparences. Encara que també es poden trobar de cuites, seques i fermentades; la seva forma més característica és la salsitxa fresca (o crua, segons la definició). Les salsitxes fresques acostumen a estar preparades a base de carn picada de porc, vedella, pollastre o gall d'indi. Normalment, s'elaboren a partir de porcions d'animals que contenen carn magra, però també greix, vísceres i sang. Així mateix, el trinxat de la carn s'introdueix en un embolcall que, tradicionalment, es tracta d'un segment prim de budell de porc o xai. Encara que, actualment, sobretot en la producció industrial, també es pot utilitzar col·lagen, cel·lulosa o, fins i tot excepcionalment, plàstics de poliamida com a alternativa. La seva textura i sabor depenen dels ingredients emprats, l'aigua, condiments i additius.
Van originar-se a la regió de la conca del Mediterrani, durant l'època romana. Tradicionalment, s'elaboraven per aprofitar les parts dels animals que no eren tan atractives per a consumir-les soles o que tenien un valor nutricional relativament baix. Es trituraven i es barrejaven amb espècies i condiments per millorar-ne el sabor, transformant-les en una preparació més apetitosa i nutritiva. Amb el temps, les salsitxes es van convertir en un aliment popular en moltes cultures, gràcies al seu sabor.
A més, regions d'arreu del món tenen la seva pròpia varietat de salsitxa, com ara la Nuremberg Bratwurst (Alemanya), la boerewors (Sud-àfrica), la salsitxa de barbacoa (Austràlia), la salsitxa de pollastre (Austràlia), el merguez (Magrib), la salsitxa Cumberland (Gran Bretanya), i les salsitxes d'esmorzar angleses (Gran Bretanya), per exemple.

## Varietats de salsitxes
A Catalunya es pot trobar diferents varietats de salsitxa algunes d'elles són:

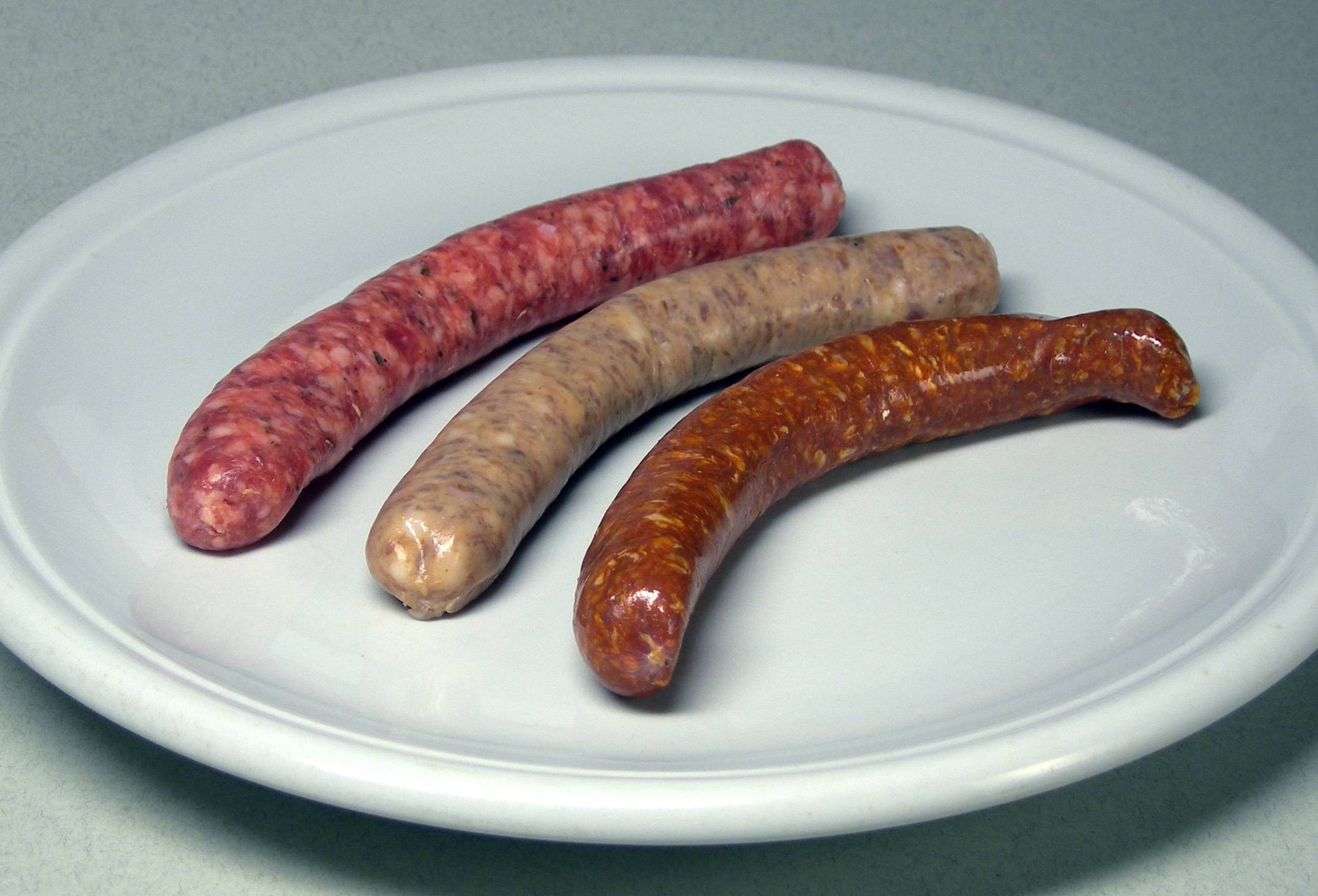
Exemples de salsitxes fresques

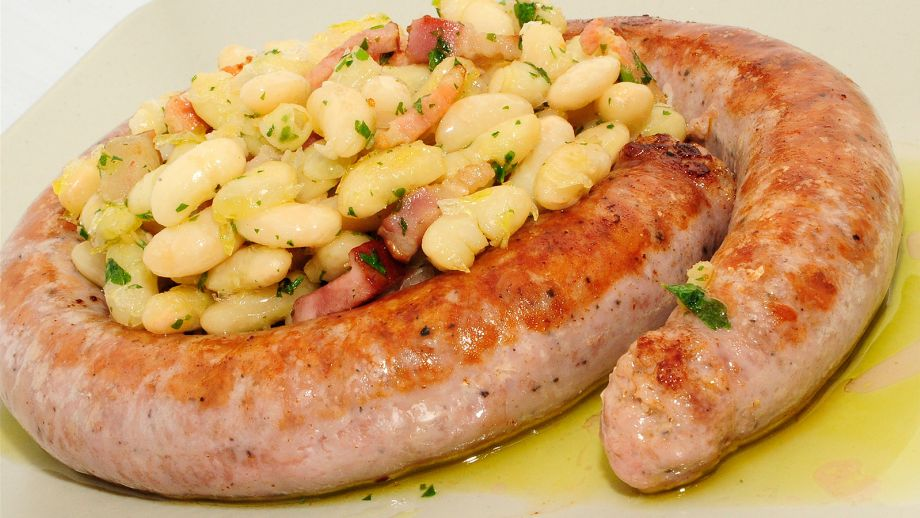
Botifarra amb mongetes

- Fresques. Estan molt condimentades. No tenen un aspecte homogeni a causa dels diferents ingredients dels quals estan compostes. Es diferencien de totes perquè aquesta varietat no està sotmesa a un procés de curació. Per tant, s'han de cuinar abans del seu consum. Aquest producte és dels derivats carnis més delicats i té un període de conservació màxim petit.[8]
- Butifarra crua. Les botifarres (o llonganisses) són cilíndriques i tenen una amplada d'entre 24 i 45 mil·límetres. Normalment es troben enfilades o lligades en porcions individuals. Presenten un aspecte heterogeni, ja que tenen un color rosat, que prové de la carn crua, barrejat amb un color blanquinós del greix. Per l'elaboració de les botifarres, normalment es fa servir l'espatlla o la cuixa del porc picades. Després, es barregen amb greix, normalment cansalada, i se li afegeix pebre i sal. Si es fan de manera artesana i, per tant, no s'afegeixen conservants, cal consumir-les en un període curt de temps. Les botifarres crues es comercialitzen a tota mena d'establiments alimentaris de Catalunya. Formen part d'un dels plats típics d'aquest territori "la botifarra amb mongetes"[9]

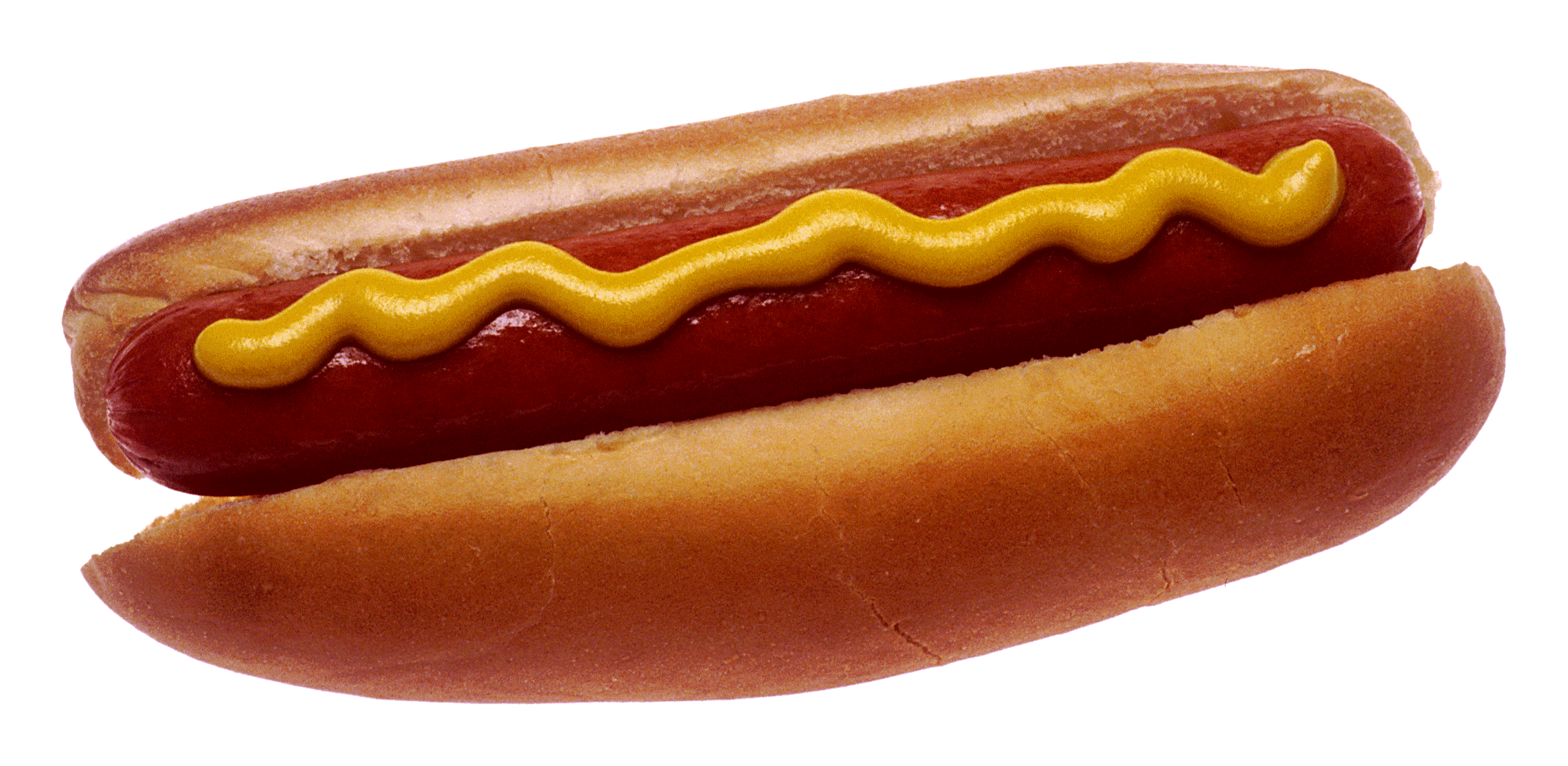
Frankfurt (entrepà)

- Frankfurt (entrepà)Frankfurt: S'anomenen comunament "Frankfurt". Estan elaborades a partir de carn picada de porc, cansalada, escorces de porc, aigua, sal i espècies. Altres ingredients que normalment s'hi afegir són: llet en pols, proteïna provinent de la soia, antioxidants i conservants. Les salsitxes poden ser simplement cuites o també fumades (abans o després de la cocció). És un aliment que actualment el consumeix pràcticament tothom, ja que és un menjar que s'acostuma a consumir en forma d'entrepà (hot dog) i aquest plat és un dels protagonistes dels anomenats com menjars ràpids.[10]
- FuetSeques i semiseques:
  - Fuet
  - Llonganissa
  - Secallona

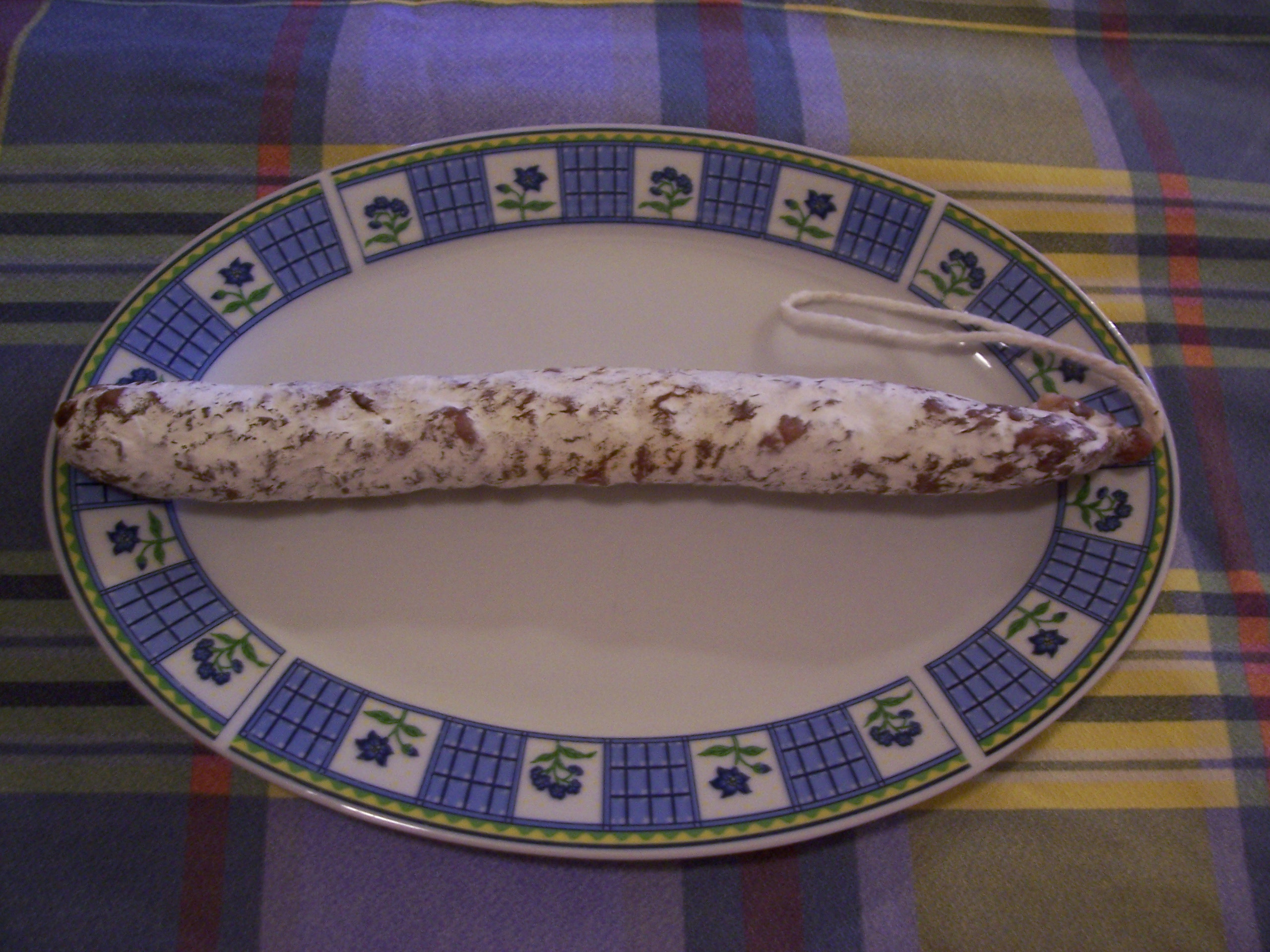
Fuet

- Salsitxes vegetarianes i/o veganes. En la recerca d'alternatives alimentàries més sostenibles i ètiques gràcies un major coneixement sobre el impacte ambiental de les empreses càrnies i la salut i el benestar animal, les salsitxes veganes i vegetarians s'han convertit en una opció cada vegada més popular. Les salsitxes veganes i vegetarianes són un exemple de menjars respectuosos amb el planeta i els animals. Estan elaborats a partir proteïnes vegetals com la soia, seità, pèsols, llenties, cigrons, tofú, entre d'altres. Aquests ingredients es combinen i es processen per crear un sabor, textura i aparença a les salsitxes tradicionals a base de carn. A més a més, s'acostumen a afegir condiments, espècies i alguns additius per imitar el gust que tenen les salsitxes elaborades a partir de carn.[11][12][13]

## Elaboració general de la salsitxa
De la mateixa manera que els ingredients i la composició de les salsitxes són extremadament variats, també ho és la seva elaboració. I encara més tenint en compte la multitud de varietats diferents que es troben al mercat (fresca, seca, cuita, fumada...) així com les diferències en els procediments i escala de la seva producció.
La salsitxa tal com s’ha elaborat a Catalunya d’ençà que se’n va importar la producció es fabrica utilitzant majoritàriament carn de porc; encara que actualment també s’utilitzen altres carns, principalment les d’au (especialment gall d’indi i pollastre), però també vedella i xai. Altrament, a països de l’estranger es poden aprofitar altres tipus de carn, com la de búfala als Estats Units.

### Preparacions prèvies
Un cop s’han organitzat els protocols del procés d’elaboració, es començarà a treballar. Prèviament, haurà fet falta revisar que totes les instal·lacions, maquinària i manipuladors (si és que n’hi ha) tinguin una higiene estricta i que la carn i ingredients siguin frescs. Aquesta carn ha de ser de qualitat i estar a l’ordre dels protocols d’anàlisi microbiològic adients. L’organització del treball també es tindrà en consideració, que no hi hagi un encreuament entre els espais de treball i la línia de processos que es donen de manera simultània per tal de minimitzar les probabilitats d’una contaminació microbiana entre els diferents productes.
La selecció de la carn a utilitzar es farà (sempre que sigui possible) tenint en compte les seves característiques de qualitat observables; com el color, l’olor, consistència i origen anatòmic. El primer que es farà serà desossar la carn triada que posteriorment es picarà trossejant-la a la mida adequada, si s’escau, perquè hi pugui cabre a la picadora. Normalment, es necessita al voltant d’un 20% de greix per aconseguir les propietats organolèptiques (propietats relacionades amb la qualitat com l'aroma, el gust o la textura...) desitjades. És important que durant aquest procés es procuri que no quedi pell, ossos, nervis, tendons, cartílag o teixit malmès (segurament fruit d’algun cop durant la matança) en la carn perquè podria alterar el gust i textura del producte final o ser font d’una contaminació alimentària.
Si la carn no es pica directament s'ha de mantenir en fred (a una temperatura de 0°C o inferior) per mantenir-ne la qualitat.

### Picat i pastat/emulsió
A causa de les condicions del ràpid trinxat de la carn, tenint en compte els criteris de seguretat alimentària, conservació i evitar alteracions com la pèrdua de color i embarrat el picat es farà amb la carn freda. Per aquesta etapa es fan servir diferents eines com són la picadora, els cúters i els molins col·loidals.

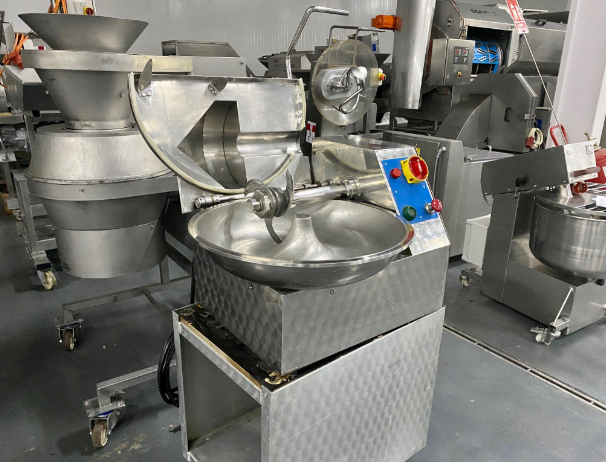
Cúter d'acer inoxidable

És una etapa crucial en el procés de producció perquè el trinxat comporta el trencament del sarcolemma de les fibres musculars alliberant-te l'actina, la miosina i un conjunt de proteïnes que serviran juntament amb l’aigua, la sal, els fosfats i les altres espècies (que normalment s’afegeixen durant el pastat) per formar la massa cohesionada de l’embotit. Durant aquest procés, la interacció de la sal amb les proteïnes musculars alliberades permet la seva solubilització que possibilitarà la producció d’una barreja semihomogènia de fibres musculars, trossos de teixit connectiu i petits cúmuls de greix.
El producte del trinxat que s’obté de la màquina de picar (o de trinxar) té una textura granulosa típica dels embotits tradicionals que s’han fet als Països Catalans, és per això que és l’eina preferida dels productors artesans. La massa extreta de la picadora ha de passar per una pastera abans d’embotir. L’objectiu del procés de pastat és el d’incorporar la resta d’ingredients (l’aigua, la sal, les espècies i altres) per obtenir la massa de l’embotit. El procediment es realitza normalment al buit per evitar la incorporació d’aire i permetre que el procés funcioni a temperatures baixes.
Alternativament el procés de picat i pastat/emulsió es pot donar simultàniament utilitzant cúters o molins col·loidals, on es poden afegir els ingredients a l’inici o durant el procés. És el mètode que se’n fa més ús en la fabricació de salsitxes de Frankfurt i altres variants no autòctones com també en la producció industrial. Les eines permeten aconseguir unes masses pastoses força homogènies i poc grumoses, anomenades emulsions.

### Embotit
El pas de l'embotit és en el qual s’introdueix la pasta de la salsitxa dins de l’embolcall que li dona forma amb l’objectiu de protegir-la i condensar-la. L’embolcall és un budell que pot ser o bé natural o sintètic. Els budells naturals que es fan servir per embotir la salsitxa poden ser tant de porc com de xai, encara que generalment s’utilitzen més els segons. Pel que fa als sintètics poden ser tant de col·lagen com cel·lulosa i alguns poden ser permeables als gasos i la humitat. El procés d’embotit, exceptuant l’ús de certs budells artificials, és molt recomanable fer-ho en fred (aproximadament 2 °C) i evitar la introducció d’aire, ja que l’oxigen té un fort poder oxidant que acceleraria la degradació de l’aliment i el creixement microbià. Això s’aconsegueix gràcies al fet que les màquines d’embotir normalment funcionen al buit.

### Elaboració artesanal
Abans que res cal considerar que antigament, sobretot a les zones rurals, era comú que a cada casa es fes la matança del porc. La pràctica de l’embotit, doncs, era imprescindible per aprofitar al màxim tota la carn de la bèstia així com conservar tot l’aliment que no es pogués consumir amb més o menys immediatesa. D’aquesta manera, la tradició i maneres de fer els embotits depenien de cada casa i territori, per tant, un mateix embotit podia variar tant en la manera de fer com en els seus ingredients i sabor de porta en porta. Molta de la cultura xarcutera dels Països Catalans depenia de les ensenyances generació rere generació així com del gust propi. Per més que actualment hi hagi esforços per intentar recopilar i recuperar l’elaboració tradicional dels embotits molts dels coneixements ja s’han perdut per sempre.

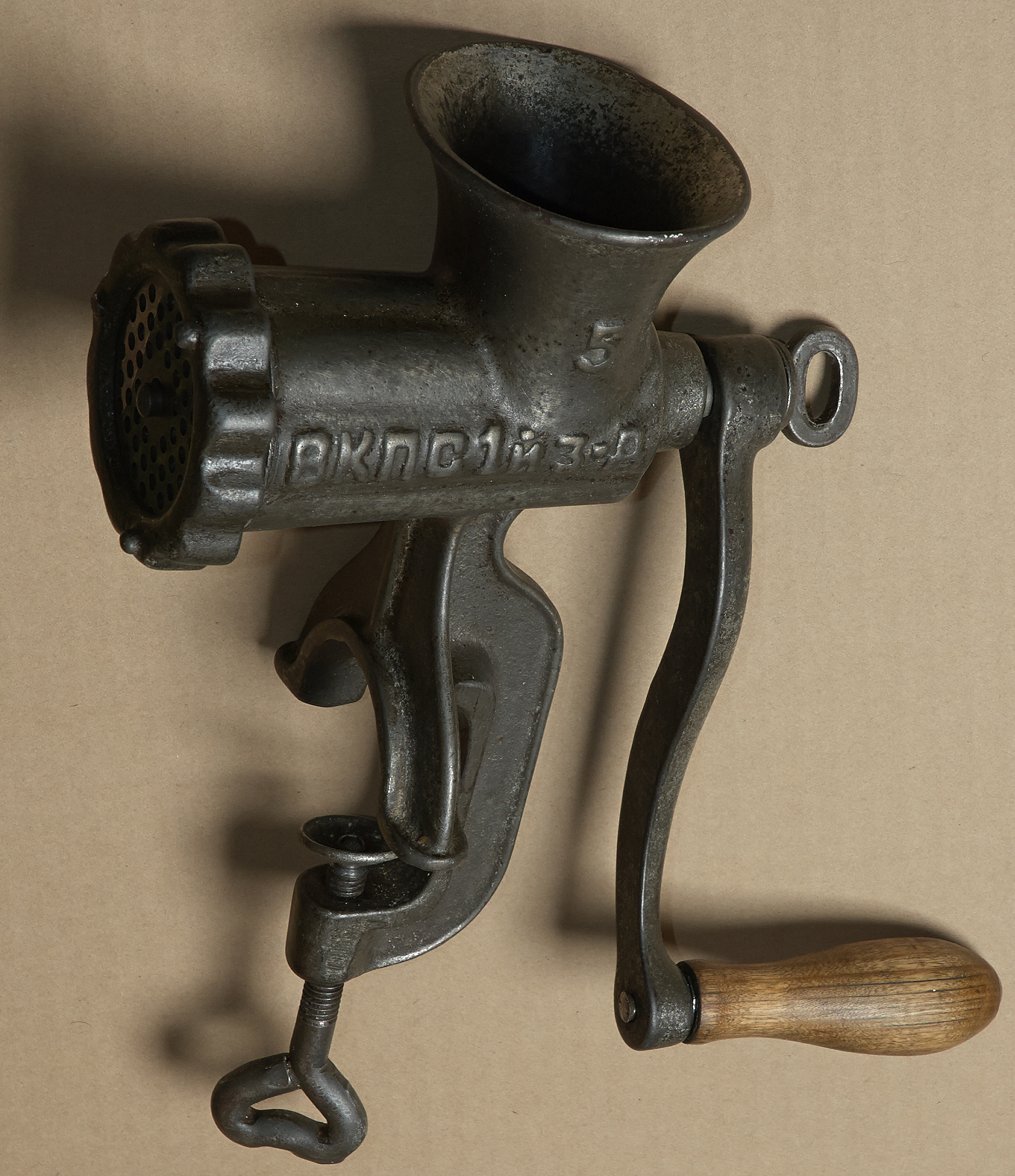
Màquina de trinxar amb manovella

Tot i això, encara que avui en dia la producció artesanal de la salsitxa ja no sigui una tasca completament manual, la seva essència continua essent la mateixa, ja que la majoria dels canvis s’han donat en l’automatització dels processos manuals i no en la forma del producte final. El que s’intenta és conservar el sabor i qualitat dels embotits sense renunciar completament als avantatges de la tecnologia moderna.
Com ja s'ha esmentat, la salsitxa típica catalana es fabrica amb carn de porc, encara que avui en dia és habitual trobar-ne de gall d’indi i pollastre. Els estris principals de la fabricació són: la picadora, la pastera i l’embotidora, que antigament podia ser un embut per el qual es feia passar la massa o també funcionar amb manovella. Alguns d’aquests aparells encara es troben a la venda i poden ser comercialitzats (amb versions més actualitzades, és clar).
Abans de fer-se servir els budells s’han de rentar a consciència i s’emmagatzemen en sal per evitar la contaminació microbiana. Avui en dia existeixen estàndards per la seva comercialització i emmagatzematge, que s’acostuma a fer en una cambra frigorífica en un recipient tapat.

## Emmagatzematge, empaquetament i conservació
Les salsitxes s’emmagatzemen preferiblement a una temperatura entre els 0 i 2 °C, sempre menor als 4 °C, fins que arribi el seu moment de venda o empaquetatge, i (idealment) també fins al seu consum. Caldrà parar compte si s’emmagatzema amb altres productes, sobretot si es guarden penjades atès que deixen caure gotes de líquid que poden malmetre l’aliment que es trobi sota.
El que es pretén aconseguir durant el procés d’empaquetatge és protegir l’aliment de l’exposició a l’ambient i del creixement microbià que en poden alterar les propietats. Per això, independentment del mètode d’empaquetament que es triï, és necessari que serveixi per protegir les salsitxes contra possibles cops i que les aïlli de l’ambient extern. En cas que l’empaquetatge sigui manual s’ha de procurar un entorn de treball higiènic, tant per part del personal com dels estris que aquests fan servir, i que les salsitxes no estiguin més de 30 minuts a temperatura ambient.
Alguns dels mètodes de conservació són:
- Assecament. Encara que és un mètode molt utilitzat per aconseguir productes com la secallona (llonganissa seca) també s’utilitza a l'Empordà i altres comarques al voltant del Gironès per fer la botifarra dolça. És un mètode molt útil perquè una menor concentració aquosa en l’embotit alenteix tant el creixement microbià com l’acció dels seus d’enzims permetent mantenir les característiques nutricionals de la salsitxa durant més temps.[15][17]
- Topí (o confitat). És un mètode de conservació tradicional utilitzat principalment en el Pirineu lleidatà, la Franja, parts d’Aragó i el País Valencià. La conserva consisteix en una barreja d’oli, llard i sal amb el llom de porc, costelles i embotits (com la salsitxa o botifarra) que normalment es guarda dins un pot que pot ser de vidre. La carn adquireix una textura tova i melosa i el seu fort sabor característic. Malgrat tot, és un mètode molt poc aprofitat en la indústria.[15][20]
- Conservació química. És el mètode més estès en la producció industrial de la majoria de les salsitxes dedicades al comerç a l’engròs. Realment, el seu objectiu es centra més a mantenir les seves característiques sensorials com el gust, color i aromes que en la seva conservació. Els embotits que contenen quantitats considerables de conservants químics tenen el típic color vermell llampant que els diferencia tant dels embotits elaborats artesanalment.[15]Salsitxes de tipus Bratwurst envasades al buit

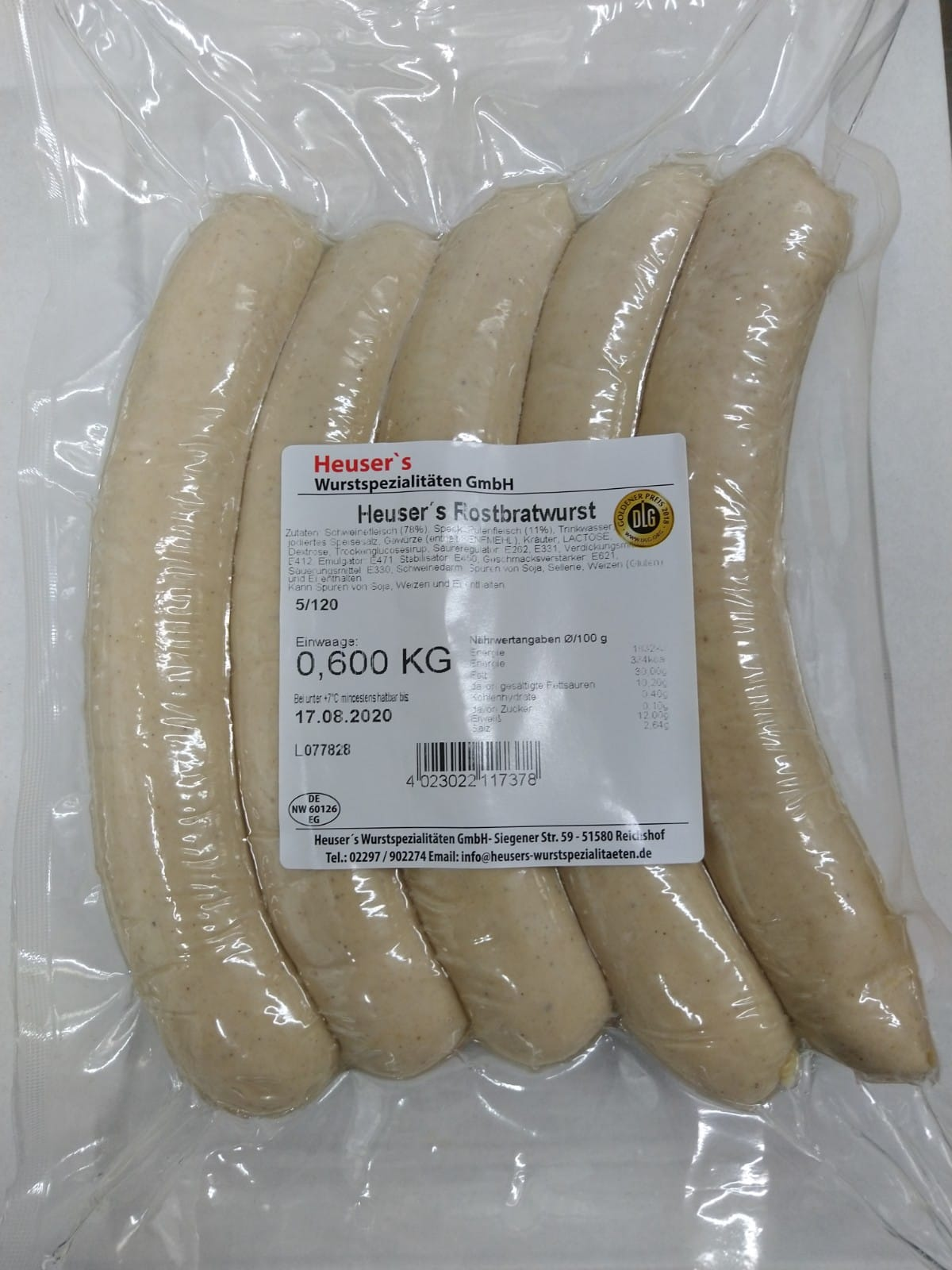
Salsitxes de tipus Bratwurst envasades al buit

- Envasat al buit i amb l'atmosfera modificada. L’envasat al buit intenta alliberar l’envàs de tot o gran part de l’aire que es troba al seu interior abans de ser segellat. És un mètode habitual molt útil per evitar la contaminació i preservar l’aliment.[16] L’atmosfera modificada és una estratègia innovadora on, en lloc d’eliminar-lo, es reemplaça l’aire que hi havia inicialment en l’envàs per una mescla de gasos inerts. Per la conservació de les salsitxes s’afegeix diòxid de carboni (entre 30-40% del volum), que té un efecte antimicrobià, i nitrogen gas (60-70%), un gas inert, deixant només una petita quantitat d’oxigen residual.[18] Normalment, però, és un sistema que es reserva per la restauració i el transport fins a les àrees de comercialització.[15][19]

## Característiques intrínseques de l'aliment
Els diferents nutrients i la proporció de cada un d’ells en les salsitxes es veuen influenciats pel comerciant i la tipologia cultural. En general, està compost per un elevat percentatge de carn de diferents animals, la qual és barrejada i processada amb diferents substàncies greixoses de l’animal, condiments i additius que marcaran la diferenciació entre la resta d’embotits.

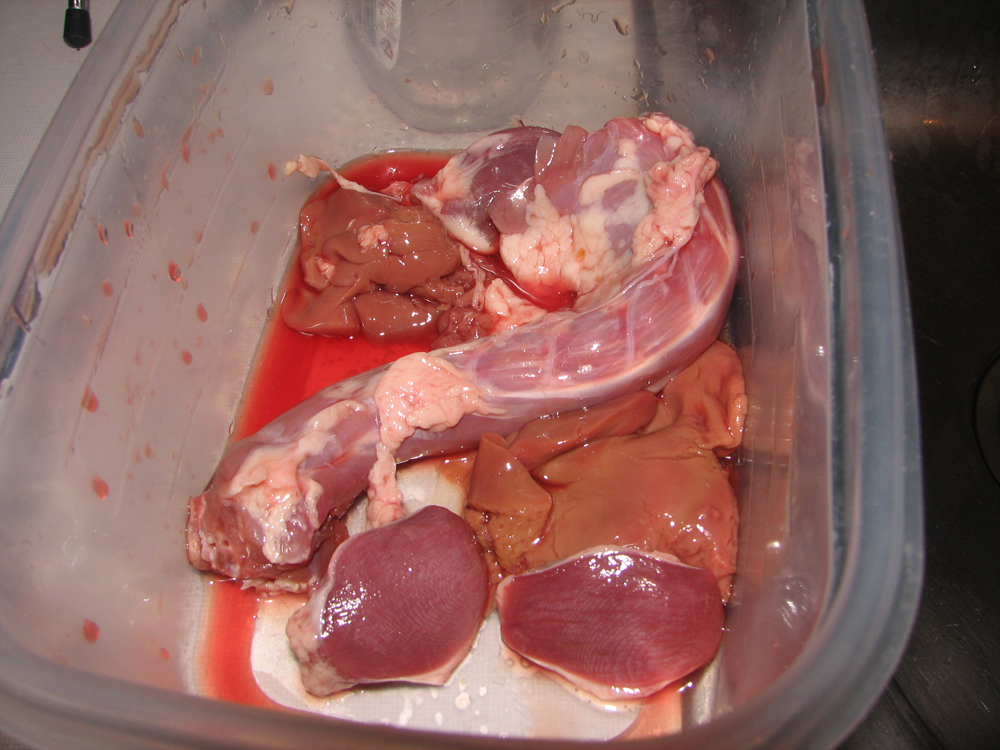
Menuts i coll d'ocell

En primer lloc, dintre dels ingredients principals es pot trobar la mateixa carn la qual actua com la base del producte. Segons l'article 17 del Reial Decret 474/2014 del BOE és necessari que un determinat producte sigui considerat com a derivat de la carn, com les salsitxes, tinguin com a mínim algun dels següents elements essencials:
- Carn
- Greix o cansalada
- Sang o els seus components, o tots dos
- Menuts comestibles
- Budells comestibles

Aquest producte conté una elevada quantitat de proteïnes (12 grams (g)/100g d’aliment), aquesta pot variar segons el tipus de salsitxa. Aquest contingut proteic durant el procés de producció es produeix la seva emulsió i barreja amb greixos.
També, s’afegeixen greixos a la barreja, normalment de porc o vedella, amb la finalitat que es mantingui l’aigua retinguda en l’agregat i permetre així un millor procés d’emulsió entre els greixos i la carn. Aquesta aporta suculència, sabor i textura a la salsitxa. Segons la definició de la Unió Europea, el màxim de greix permès depèn del tipus de carn: 30% per a porc, 25% resta de mamífers i 15% per a conill i ocells.
Al mateix temps, és comú l'addició d'aigua i sal per facilitar que es doni la mescla. De mitjana, les salsitxes compten amb menys d'un 2% de sal i un 11% d'aigua. La quantitat de NaCl millora el sabor, l'acumulació d'aigua, solubilitza les proteïnes i preserva la salsitxa. D'altra banda, l'aportació d'aigua permet dissoldre i dispersar els ingredients correctament.

### Aditius
A més a més, a les salsitxes s’afegeixen additius els quals poden variar les característiques organolèptiques del producte o bé aportar una millor conservació del producte i així allargar la seva vida útil.
Els més comuns són:
- Nitrits (E 249-250) i nitrats (E 251-252): són un dels principals agents antimicrobians que s'apliquen a les salsitxes. Aquests dificulten el creixement de Clostridium botulinum impedint així que aquest pugui arribar a produir les seves toxines. De fet, aquests compostos aporten el característic color rosa de les salsitxes. De cara la seva addició durant el procés de producció, s'introdueixen a l'aliment en forma de nítrit de potassi (KNO₂), nitrit de sodi (NaNO₂), nitrat sòdic (NaNO₃) o nitrat potàssic (KNO₃). Tot i això, l'ús excessiu d'aquestes substàncies està regulat doncs segons en quins aliments siguin aplicats i la seva dosi, es poden arribar a formar nitrosamines, les quals està demostrat que són carcinogèniques.[24]

Estructura química de l'àcid ascòrbic (o vitamina C)

- Estructura química de l'àcid ascòrbic (o vitamina C)Antioxidants (E 300-302), com per exemple la vitamina C o l'àcid ascòrbic (E 300), o derivats de la mateixa com l'ascorbat sòdic (E 301) o l'ascorbat càlcic (E 302). De fet, la vitamina C és utilitzada en la indústria càrnia perquè, per una banda, ralentitza l'oxidació i la decoloració de l’aliment i, d’altra banda, evita la formació de nitrosamines.[25]
- Sulfit de sodi (E221) i metabisulfit de sodi (E223) són també uns coneguts components amb efectes antimicrobians i antioxidants alhora que és un estabilitzador de color. Malgrat això, la seva consumició no és del tot segura perquè pot provocar reaccions al·lèrgiques i respiratòries entre altres coses.[26][27]
- Fosfats (E 338-452). Aquest dintre del producte els podem trobar en diverses formes, com per exemple: polifosfats de sodi (E452i), fosfat disòdic (E339i) o trifosfat pentasòdic (E451i). Aquests compostos tenen múltiples funcions a l’hora d’éssers utilitzats en la carn. Aquests tenen propietats de retenció de l’aigua o l’augment del pH en unir-se a les proteïnes de la carn durant els processos de producció. A més, també pot funcionar com a agent quelant segrestant compostos com el ferro, el qual pot promoure l’oxidació de l’aliment. En segon lloc, fins i tot poden permetre la lligació entre les proteïnes i fibres musculars de la carn, actuant com agent emulsionant.[28][29] O bé, també es veu que pot tenir certs efectes antimicrobians, especialment contra bacteris gram-positius.[29][30]
- Acetats (E 260-263), lactats (E 270, E 325-327) o citrats (E 330-333). Àcids orgànics com aquests compostos poden tenir propietats antagonistes contra diversos microorganismes. De fet, substàncies com lactat o l'acetat es fan servir per allargar la vida útil de productes carnis en canals de carn.[31][32]
- Midó (E 1414 i E 1442), farines, fècules d’origen vegetal en una proporció màxima del 10% de pes del producte. Compostos derivats del midó són rellevants en la indústria càrnia perquè actuen com a aglutinants, agents gelificants i texturitzants, facilitant el procés de llescat i millorant la suculència de l’aliment. D’aquesta manera, la seva aplicació permet baixar cost causant que hi hagi un nombre més gran de productes augmentant el seu volum amb aquestes substàncies.[33]
- Sucres. Alguns exemples com la sacarosa, la dextrosa, la lactosa… Aquests compostos actuen com endolcidors i, en el cas de les salsitxes fermentades, poden servir com a substrat per produir àcid làctic.[22]
- Potenciadors de sabor. Aquestes substàncies es caracteritzen per augmentar la intensitat del sabor en el producte. Es destaquen compostos com el glutamat monosòdic o l'inosinat disòdic els quals potencien el sabor de l’aliment permetent una reducció en la quantitat de sal aplicada. Així mateix, afegeixen el nou sabor Umami, típic de plats orientals. Per exemple, el glutamat monosòdic es pot afegir directament al producte, però l’inosinat disòdic s’ha d’afegir juntament amb el glutamat monosòdic.[34][35]
- Colorants. Colorants alimentaris els quals generen canvis visuals en el producte per tal d’adequar-lo a allò que busquí el consumidor. Aquests acostumen a tenir orígens naturals com per exemple: el carmí (E 120), la cúrcuma (E 100) o l’extracte de pebrot (E 160c).
- Condiments. Actuen com a regulador del sabor segons com el comerciant demandi, com per exemple productes com l'all en pols, el julivert, el pebre, sàlvia, julivert, coriandre, romaní, nou moscada, porro, albercoc, nabiu, tomàquett, menta, etc. De fet, hi ha alguns com el fum líquid que poden arribar a simular l'aroma i el sabor dels aliments fumats.[19]

## Informació nutricional de la salsitxa de porc
Amb la finalitat de comparar els valors nutricionals entre una salsitxa fresca i una més processada , és convenient adjuntar una taula que compari una salsitxa de porc fresca respecte a una salsitxa de tipus Frankfurt.
| Tipus de salsitxa                | Salsitxa fresca | Salsitxa de Frankfurt |
| -------------------------------- | --------------- | --------------------- |
| Energia (kcal)                   | 168             | 303                   |
| Proteïnes (g)                    | 17,9            | 12                    |
| Lípids (g)                       | 10,3            | 27                    |
| Àcids grassos Saturats (g)       | 4,04            | 9,71                  |
| Àcids grassos Monoinsaturats (g) | 4,81            | 11,93                 |
| Àcids grassos Poliinsaturats (g) | 1,46            | 4,31                  |
| Hidrats de carboni (g)           | 0,9             | 3                     |
| Aigua (g)                        | 68,1            | 58                    |
| Sodi (mg)                        | 630             | 778                   |
| Ferro (mg)                       | 0,7             | 1,8                   |
| Zinc (mg)                        | 1,6             | 1,4                   |

## Contingut i diversitat microbiològica en les salsitxes
En general, els productes carnis com les salsitxes són aliments on es poden establir una gran diversitat de microorganismes que poden ser tant patògens com alteradors associats al deteriorament alimentari. Degut al seu pH, l'elevat contingut d’aigua i nutrients o compostos com els sucres (com la glucosa), l'àcid làctic, lípids (provinents dels greixos), proteïnes i aminoàcids les salsitxes són aliments que, al ser colonitzats per microorganismes, aquests no només hi poden sobreviure, sinó que hi poden créixer i proliferar. D’aquesta manera, l'ingesta de salsitxes que continguin patògens pot arribar a causar una malaltia de transmissió alimentària al consumidor i, per una altra banda, els microorganismes alteradors que creixen activament en l’aliment poden modificar les seves propietats qualitatives (aroma, gust, textura...).

### Alteració i deteriorament de les salsitxes per acció microbiana
A diferència de les salsitxes seques i fermentades que tenen una vida mitjana més elevada, les salsitxes fresques normalment són emmagatzemades en condicions de refrigeració per sota dels 4 °C de manera que les qualitats higièniques del producte així com les condicions de treball durant el processament i empaquetament suposen uns factors determinants de la vida mitjana de la salsitxa. Així doncs, conèixer la càrrega microbiana inicial del producte (o, en altres paraules, la quantitat de microorganismes per unitat de massa o volum d’un aliment) a més dels organismes de deteriorament específics de la salsitxa (en anglès, Specific Spoilage Organisms, SSO) i les seves interaccions entre ells i amb aliment al llarg del període de conservació ens permetrà fer prediccions precises sobre la vida mitjana del producte.

#### Diversitat d’alteradors microbians en les salsitxes fresques
L’estudi de la microbiota pròpia de les salsitxes fresques no és res innovador. Diversos estudis s'han centrat en caracteritzar la seva microbiota per tal de conèixer-ne els seus principals alteradors. Per aconseguir-ho s’han utilitzat, per una banda, metodologies tradicionals, és a dir, basades en la sembra de mostres en plaques d’agar i el recompte dels viables a partir del nombre de colònies que creixin. I, d’altra banda, a través de tècniques moleculars, independents del cultiu en placa com ara les tècniques de seqüenciació massiva de determinats gens que en permet la identificació directa. D’aquesta manera, la combinació de les dues metodologies permet tenir una visió àmplia tant de l'abundància, la diversitat de microorganismes i la seva variació segons el temps que la salsitxa porti en conserva.
La microbiota de les salsitxes està composta per microorganismes alteradors que en concentracions elevades poden alterar considerablement les propietats organolèptiques alimentàries. Els principals microorganismes alteradors pertanyen al grup dels bacteris de l’àcid làctic on el principal gènere és el dels Lactobacillus amb espècies com L. sakei, L. graminis o L. curvans, i membres de la família Enterobacteriaceae amb espècies remarcables com Yersinia mollaretti, Carnobacterium divergens o Buttiauxella brennerae. Aquests grups de microorganismes són anaerobis facultatius i anaerobis (és a dir, que poden o han de créixer en absència d’oxigen) i són responsables de la degradació de lípids i proteïnes en condicions anòxiques. Paral·lelament, una espècie remarcable molt associada al deteriorament de les salsitxes i trobada freqüentment és Brochothrix thermosphacta. També cal destacar la presència de microorganismes del gènere de les Pseudomonas on tenim espècies com P. lini, P. psychrophila o P. fluorescents, són formes de vida aerobiques degraden sucres com al glucosa en presència d’oxigen.

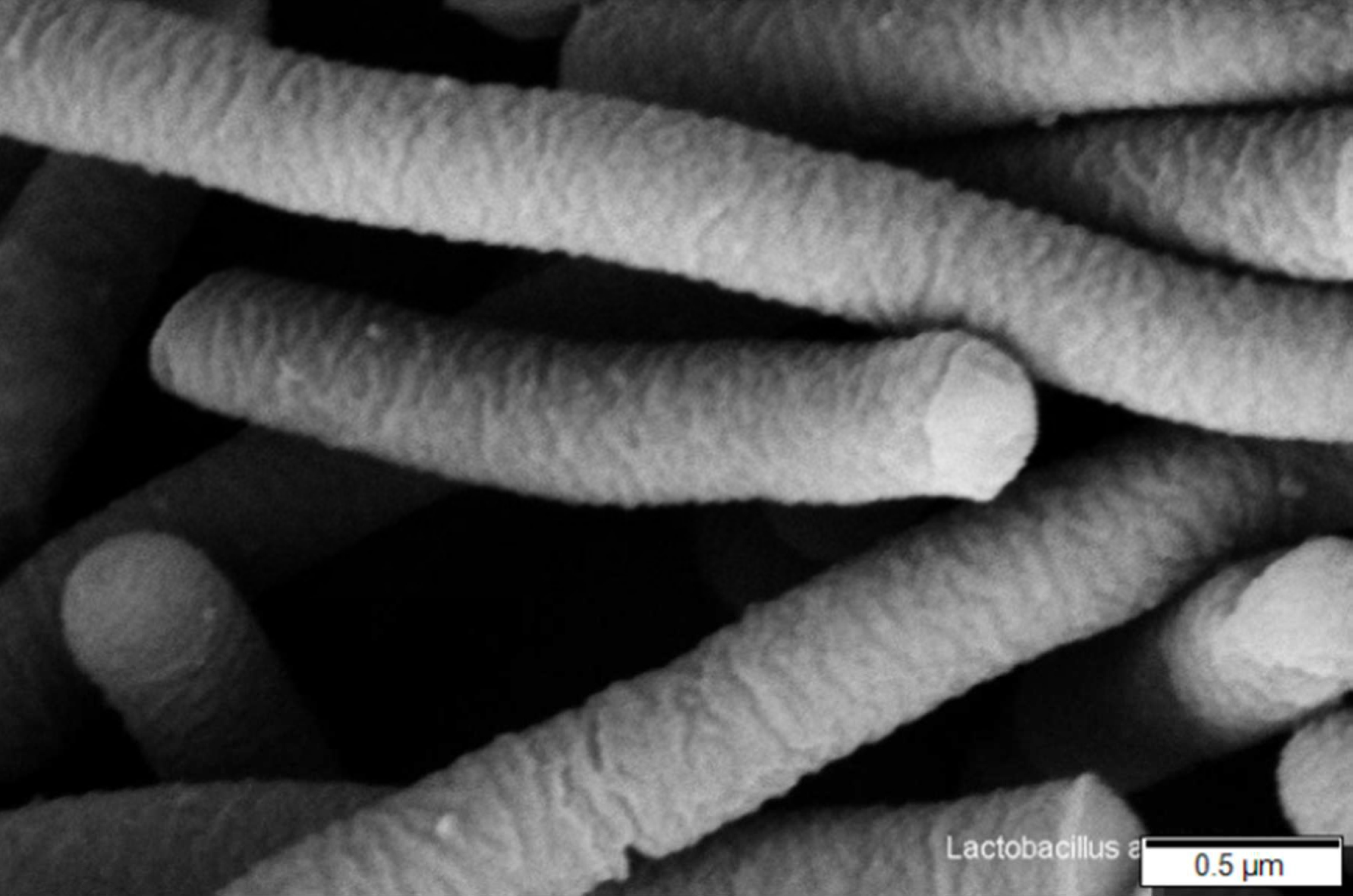
Cèl·lules de Lactobacillus acidophilus. Fotografia presa mitjançant microscopia electrònica de rastreig.

D’altra banda tenim bacteris de l’àcid làctic que es troben en menor proporció com Lactococcus lactis, membres del gènere Leuconostoc com L. mesenteroides o L. citreum; o Staphylococcus xylosus. També, altres espècies menys abundants com Bacillus subtilis o Weisella confusa o altres grups de bacteris com Bacteroidetes.
La presència de fongs com floridures i llevats en la salsitxa fresca no e´s gaire abundant ja que normalment si en un aliment poden créixer tant bacteris com fongs, els bacteris normalment seran els que desplacin als primers a gràcoes a les seves taxes de creixement majors en moltes condicions òptimes. Tot i això, es destaca el llevat Debaryomyces hansenii com a espècie amb una abundància relativament alta.
Molts d’aquests microorganismes es caracteritzen per ser psicròtrofs, o sigui: són microorganismes que encara que prefereixen créixer a temperatures d'entre 15-20 °C, tenen la capacitat de viure i créixer a temperatures més fredes. Consegüentment, no moren durant procés de refrigeració i, per tant, són un problema a l’hora de conservar aliments a temperatures de nevera (4 °C), de tal manera que aquests organismes poden continuar creixent i alterar l’aliment.

### Principals microorganismes patògens trobats en salsitxes fresques

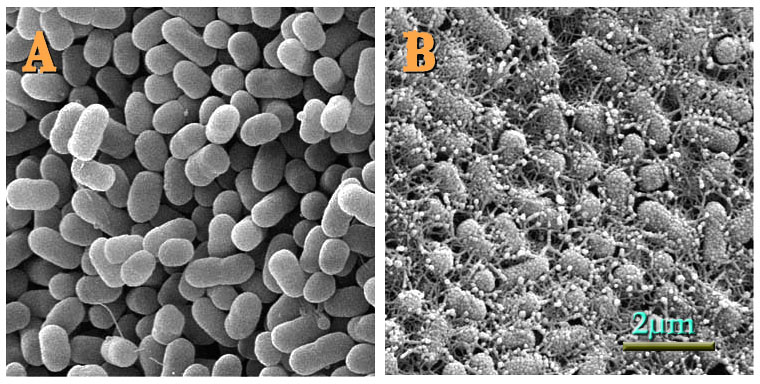
Cèl·lules d'Escherichia coli serotip O157:H7 enterohemorràgica. Fotogràfia presa mitjançant microscopia electrònica de rastreig.

Els principals microorganismes patògens que s’han aïllat en salsitxes són bacteris. Sobretot, trobem Enterobacteris on tenim microorganismes de rellevància com: Escherichia coli serotip O157:H7, patogen intestinal que allibera una sèrie de toxines que provoquen en l’hoste dolors abdominals aguts i episodis amb diarrees amb sang; i, d’altra banda, espècies del gènere Salmonella (no tifoide) que causen febres agudes, dolor abdominal, diarrees, nàusees i vòmits ocasionals. Al mateix temps, un altre patogen rellevant i molt associat a, en general, molts tipus d'aliments és Listeria monocytogenes el qual causa gastroenteritis i pot arribar a provocar meningoencefalitis.
Altres patògens rellevants que s’han aïllat i que tenen el potencial de causar gastroenteritis agudes en el consumidor poden ser espècies del gènere Campylobacter o el microorganisme Yersinia enterocolitica.
De fet, també es poden produir alteracions gastrointestinals a causa d’intoxicacions de, per exemple,Staphylococcus aureus. Aquest microorganisme normalment forma part de la nostra microbiota de la pell, malgrat tot hi ha algunes soques que produeixen toxines entèriques. Així mateix, si detectem S. aureus en aliments pot ser que també contingui les seves toxines. Llavors, en aquesta situació l’alteració vindria produïda per la ingesta de les toxines i no a causa d’un patogen en sí. A més, un altre patogen productor de toxines en la salsitxa és Clostridium botulinum, l'agent causant del botulisme. És un bacteri que no només té la capacitat de resistir condicions ambientals extremes mitjançant la formació d'endòspores, ans produeix una neurotoxina molt potent la qual provoca greus alteracions en el sistema nerviós central de les persones infectades.
Fins i tot, s’han arribat a trobar virus patògens, com el virus de la Hepatitis E en salsitxes fetes a partir de fetge d’animals. Aquest patogen infecta cèl·lules del fetge i hi ha algunes soques que poden provocar malalties tant en animals, com en porcs o conills, i a al vegada també en humans, per tant seran aquestes soques les més rellevants ja que es poden transmetre a través de salsitxes fetes amb fetge infectat pel virus als consumidors.

### Possibles fonts de contaminació
El teixit muscular de dins de l’animal (in situ) s'hauria de trobar en condicions estèrils. No obstant això, durant el sacrifici, el teixit queda obert i pot ser colonitzat per tota mena de microorganismes, tant alteradors com patògens. Aquests microorganismes podrien provenir de la pell de l’animal, de les seves entranyes, de les espècies afegides al producte triturat o, en general, de l’ambient de treball, com per exemple es pot donar en el cas d’una manipulació no higiènica de l’aliment amb una contaminació de S. aureus.

### Efectes visuals del deteriorament en les salsitxes
Les salsitxes envasades amb atmosfera modificada (mètode d'envasament que consisteix en envasar les salsitxes en barreges específiques de nitrogen, oxigen i diòxid de carboni de qualitat alimentària que redueixen el deteriorament) i emmagatzemades a temperatures de refrigeració tenen una vida útil al voltant de deu dies, però si s'emmagatzemen al buit la seva vida mitjana ronda entre dues i quatre setmanes. De tota manera, en qualsevol cas, el producte podria arribar a ser alterat si es conserva massa temps abans de ser consumit.

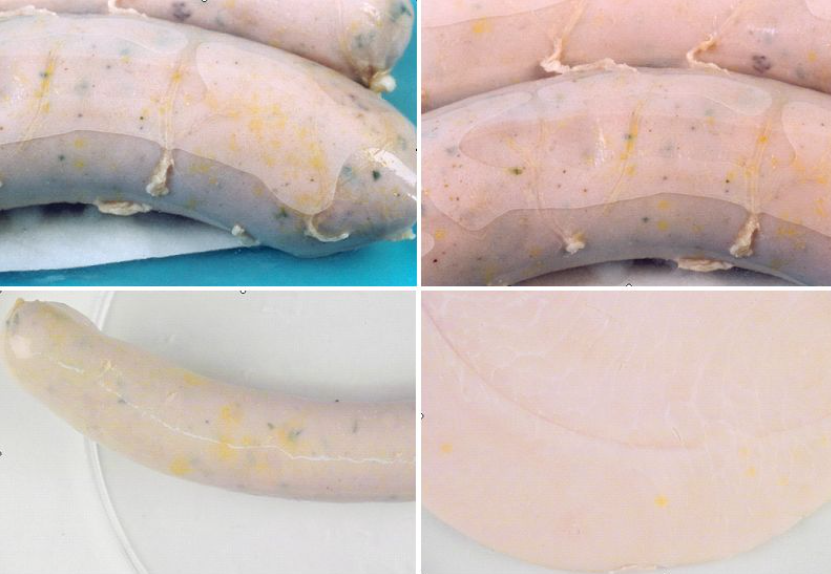
Decoloracions grogues en "Weisswurst" (salsitxa fresca alemanya) refrigerada a 5 °C durant 14 dies després de la inoculació específica amb Leuc. gelidum.

El deteriorament de les salsitxes es caracteritza per una sèrie d'elements visuals que afecten l'aliment des del punt de vista qualitatiu:
- Aparició de moc, que es pot observar a simple vista. La formació d'aquest moc és deguda als bacteris de l'àcid làctic, especialment per Lactobacillus sakei el qual quan es troba a una densitat poblacional suficient produeix elevades quantitats d'exopolisacàrids.[44]
- Decoloració i manifestació de coloracions marronoses en l'aliment. És provocada per l'oxidació de la mioglobina (proteïna present en abundància en el teixit muscular de mamífers i encarregada del transport d'oxigen al teixit muscular)[41][57]

També podem tenir altres indicis que les salsitxes estan deteriorades, però que no són visuals com per exemple el gust àcid. Aquest és degut a l'excessiva producció d'àcid làctic provinent de diversos microorgansimes, destacant els membres del gènereLactobacillus com uns dels principals culpables. De fet, per sobre una concentració de bacteris en la superfície de la salsitxa major a 5·107 UFC/g la producció d'àcid làctic es dispara, que arrenca una davallada considerable el pH de l'aliment.

## Altres tipus d'embotit de budell

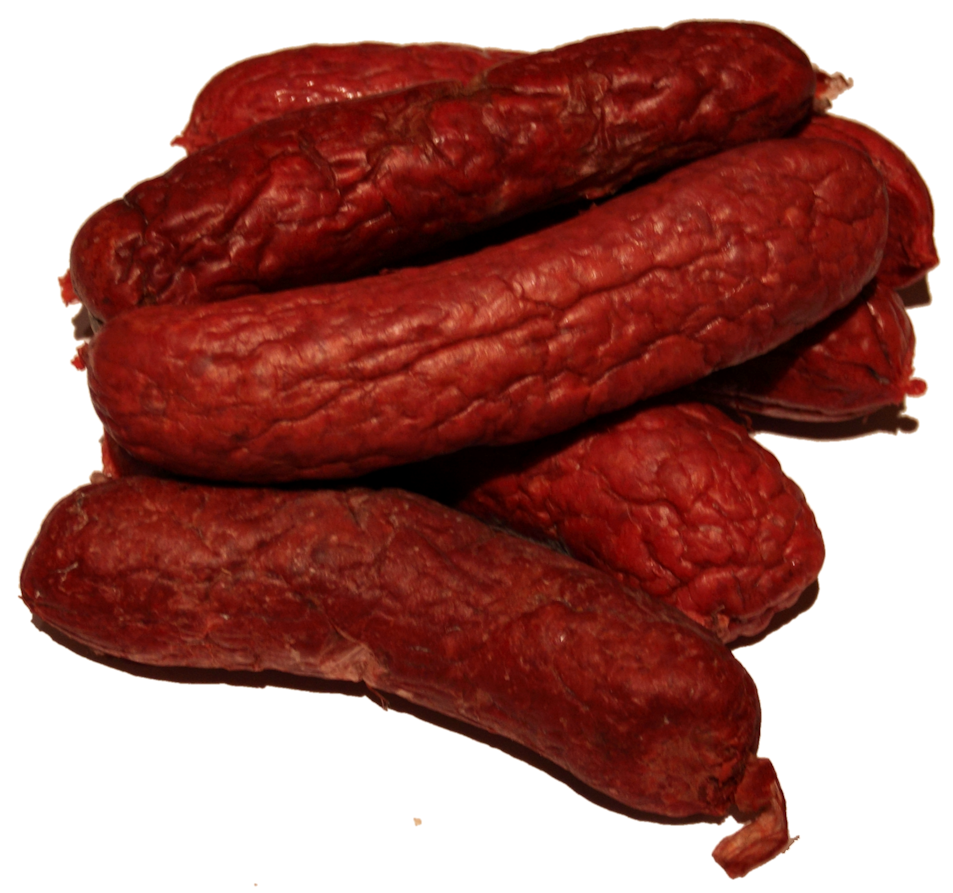
Salsitxa Oaxaqueña

Existeixen en el món nombrosos tipus d'embotit de budell (alguns anomenats salsitxes), segons el tipus de carn emprada, el procés o algun ingredient característic (com ara les espècies). Aquí tenim alguns exemples: Bolonya, Xistorra, Xoriço, Merguez, Farinato, Fuet, Haggis, Llonganissa, Llonganissa chillaneja, Botifarra, Morcilla, Morcilla basca o Mondeju, Mortadel·la, Salami, Salsitxes de Zaratán, Salsitxa Huachana, Salsitxa de copetín, Salsitxa de Tolosa, Salsitxa de Viena, Salsitxa do Barco de Valdeorras, Salsitxa grand, Salsitxa Oaxaqueña, Salsitxa parrillero, Salchichita de Dan, Salsitxa de Frankfurt, Salsitxa de Huacho, entre d'altres.